# Gabriel Warburg
Gabriel R. Warburg (hebräisch גַּבְרִיאֵל וַרְבּוּרְג Gavrīʾel Warbūrg; geboren 12. Juli 1927 in Berlin) ist ein israelischer Historiker und Hochschullehrer deutscher Herkunft.

## Leben
Gabriel Warburg wuchs in einer zionistischen Familie auf; er ist ein Sohn des Siegmund Rudolf Warburg (1896–1962) und der Ilse Juliane Lask (geb. 1904), er hat zwei Geschwister. Er emigrierte 1933 mit seiner Familie nach Haifa im Völkerbundsmandat für Palästina. Von 1946 bis 1965 war er Mitglied des Kibbuz Jechiʿam im Norden Israels, unweit von Naharija. Er heiratete 1949 die Programmiererin Rachel Levin, sie haben zwei Kinder. Warburg studierte von 1961 bis 1964 an der Hebräischen Universität Jerusalem und promovierte 1968 an der School of Oriental and African Studies der University of London. Seither forscht er an der Universität Haifa, deren Rektor er 1974–1977 war. 1984–1987 war er Direktor des Israelischen Akademischen Zentrums in Kairo. Zu seinen Forschungsschwerpunkten zählen der Islam im Sudan und Ägypten. Er ist einer der Fellows des Wissenschaftskollegs Berlin.

## Schriften (Auswahl)
- Islam, Nationalism and Communism in a Traditional Society: The Case of Sudan: Case of the Sudan. 1978
- Gabriel R. Warburg, Uri M. Kupferschmidt et al. : Islam, Nationalism and Radicalism in Egypt and the Sudan. 1984
- Egypt and the Sudan: Studies in History and Politics. 1985 (Online-Teilansicht)
- Historical Discord in the Nile Valley (Series in Islam and Society in Africa). 1992
- Aharon Layish und Gabriel R. Warburg: The Reinstatement of Islamic Law in Sudan Under Numayrī: An Evaluation of a Legal Experiment in the Light of Its Historical Context, ... (Studies in Islamic Law & Society). August 2002
- Islam, Sectarianism and Politics in Sudan Since the Mahdiyya. 2003 (Review)
- The Sudan under Wingate: Administration in the Anglo-Egyptian Sudan, 1899–1916 (Routledge Revivals)